# Charles Rettinghaus

Charles Rettinghaus, 2023

Charles Rettinghaus (* 24. Mai 1962 in Remagen) ist ein deutscher Synchronsprecher, Schauspieler sowie Hörbuch- und Hörspielsprecher.

## Karriere
Rettinghaus ist gelernter Stahlbauschlosser (Brückenbauer) und hat nach abgeschlossener Ausbildung die Schauspielschule Margot Höpfner in Hamburg besucht.
Parallel zur Schauspielschule hatte er Engagements an der „Kleinen Komödie Hamburg“ und am „Lübecker Stadttheater“. Nachdem er die Schule beendet hatte, ging er nach Berlin, um dort einen Dreijahresvertrag am „Theater die Komödianten“ zu unterschreiben. Parallel zu seinem Engagement begann er mit kleineren Rollen als Synchronsprecher.
Seine Stimme wurde zunächst durch die Synchronisation von LeVar Burton (Geordi La Forge) in Raumschiff Enterprise: Das nächste Jahrhundert bekannt. Weitere Afroamerikaner synchronisierte er unter anderem mit Harold Perrineau Jr. in Lost sowie in Matrix Reloaded, Victor Williams (Deacon Palmer) in King of Queens sowie Michael Beach in Third Watch – Einsatz am Limit. Zu den von ihm synchronisierten Filmschauspielern zählen daneben unter anderem Jamie Foxx, Jeffrey Dean Morgan, Billy Zane, Jean-Claude Van Damme und außer in der Avengers-Reihe auch Robert Downey Jr. In dem Anime Detektiv Conan war Rettinghaus als Genta Kojima zu hören, wobei er nach drei Staffeln von Michael Iwannek abgelöst wurde. Daneben ist seine Stimme in zahlreichen deutschen Werbespots zu hören, unter anderem für Media Markt, McDonald’s, den Grünen Punkt, Opel und TV Movie. Er beteiligte sich auch an dem Non-profit-Projekt der deutschen Übersetzung von Loose Change.
Des Weiteren wirkte er als Xanti in der gleichnamigen Kinderhörspielserie mit und als die erste Stimme von Holger Martin in Bibi und Tina. Am 23. Juni 2014 veröffentlichte der Deutschrapper Eko Fresh auf seinem YouTube-Kanal den 58-minütigen Freetrack 1000 Bars, auf welchem Rettinghaus spricht.
Von März bis August 2023 hat Charles Rettinghaus den Podcast Die Stimmen der Anderen, in dem er Synchronsprecher interviewt. Zu den Gästen gehörten u. a. Dennis Schmidt-Foß, Bianca Krahl, Dietmar Wunder, Claudia Urbschat-Mingues und Engelbert von Nordhausen. Seit Mai 2024 hat er den Podcast Hollywoodgeflüster, in dem er sich demselben Thema widmet. Zu den Gästen gehören bisher Manou Lubwoski, Daniela Hoffmann, Sven Hasper, Benjamin Völz, Tobias Kluckert, Jill Böttcher, Sebastian Schulz, Sven Plate und Peter Flechtner.
Rettinghaus ist auch in zahlreichen Filmen und Vorabendserien als Schauspieler aufgetreten. Unter anderem spielte er neben Markus Knüfken die Hauptrolle in dem von Carsten Vauth und Marco Riedl inszeniertem Thriller „On Air, der Tod hört mit“. Für die Rolle des Nachtschlitzers bekam er auf amerikanischen Festivals mehrere Auszeichnungen als best Actor.
Charles Rettinghaus ist mit der Synchronbuchautorin Karin Rettinghaus verheiratet. Er ist Vater von 2 Töchtern und einem Sohn (* 1988, * 1992, * 1996). Seine letztgeborene Tochter Lena Rettinghaus ist ebenfalls als Synchronsprecherin und Schauspielerin tätig.

## Auszeichnungen
- 2011 Los Angeles Reel Film Festival (us)
- 2011 Long Island Reel Film Festival (us)
- 2010 NYC Pictures Start Film Festival (us) – nominiert
- 2010 Los Angeles Cinema Festival of Hollywood (us)
- 2010 Los Angeles Movie Award 2010 (II) (us)

## Filmografie (Auswahl)

### Schauspieler
- 1997: Gute Zeiten, schlechte Zeiten
- 2002: Mord an Bord
- 2003: Tausche Firma gegen Haushalt
- 2003: Wolffs Revier
- 2005: Glück auf halber Treppe
- 2005: Gute Zeiten, schlechte Zeiten
- 2006: Unter uns
- 2008: Mamas Flitterwochen
- 2010: On Air (Kurzfilm)
- 2010: Tatort – Borowski und eine Frage von reinem Geschmack
- 2010: Küstenwache – Ein tödliches Spiel
- 2012: Planet USA
- 2012: Radio Silence – Der Tod hört mit
- 2013: Ramon (Kurzfilm)
- 2013: White Bottoms (Kurzfilm)
- 2014: Cometesse (Kurzfilm)
- 2014: Pastewka (Folge 7x05)
- 2014: Gefällt mir
- 2015: Er war wieder da (Kurzfilm)
- 2015: Grimms Kinder – Die Boten des Todes
- 2015: Kartoffelsalat – Nicht fragen!
- 2015: Matakustix – die Werwolfkuh
- 2016: Fucking Berlin
- 2016–2018: Wishlist
- 2018: Offscreen (Webserie)
- 2018: Urlaub mit Mama (Fernsehfilm)
- 2019: In aller Freundschaft – Verwundungen
- 2023: Operation White Christmas
- 2023: Trunk – Locked in
- 2024: WaPo Bodensee – Gefährliches Pulver

### Synchronsprecher
Andre Braugher
- 1990: Kojak: Gefährliche Gier als Det. Winston Blake
- 1990: Kojak: Tod eines Polizisten als Det. Winston Blake
- 1999: Flüchtiger Ruhm als Pater Joseph Verrett

Jean-Claude Van Damme
- 1992: Universal Soldier als Luc Deveraux/GR44
- 1993: Harte Ziele als Chance Boudreaux
- 1993: Ohne Ausweg als Sam Gillen
- 1994: Timecop als Max Walker
- 1995: Sudden Death als Darren McCord
- 1996: Maximum Risk als Alain Moreau/Mikhail Suverov
- 1996: The Quest – Die Herausforderung als Christopher Dubois
- 1997: Double Team als Jack Quinn
- 1998: Knock Off als Marcus Ray
- 1998: Der Legionär als Alain Lefevre
- 1999: Inferno als Eddie Lomax
- 1999: Universal Soldier – Die Rückkehr als Luc Deveraux
- 2001: The Order als Rudy Cafmeyer/Charles Le Vaillant
- 2001: Replicant als Edward „Die Fackel“ Garrotte/Replicant
- 2002: Derailed – Terror im Zug als Jacques Kristoff
- 2004: Narco – Die wunderbare Welt des Gustave Klopp als Jean-Claude van Damme
- 2006: The Hard Corps als Phillippe Sauvage
- 2006: Second in Command als Cmdr. Samuel „Sam“ Keenan
- 2007: Until Death als Anthony Stowe
- 2008: JCVD als Jean–Claude van Damme
- 2008: The Shepherd als Jack Robideaux
- 2011: Assassination Games als Vincent Brazil
- 2012: Dragon Eyes als Tiano
- 2012: Six Bullets als Samson Gaul
- 2012: Universal Soldier: Day of Reckoning als Luc Deveraux
- 2012: The Expendables 2 als Jean Vilain
- 2013: Cyborg als Gibson Rickenbacker
- 2014: Swelter – Gier. Rache. Erlösung. als Stillman
- 2015: Pound of Flesh als Deacon
- 2016: Kickboxer – Die Vergeltung als Meister Durand

Gary Daniels
- 1993: Fire Force als Sledge
- 1995: Speed Rage als Alex Gainer
- 1996: White Tiger als Mike Ryan
- 1997: Bloodmoon – Der Karatekiller als Ken OHara
- 1997: Hawk’s Revenge – Tödliche Rache als Eric Hawke
- 1997: Night of Terror als Shane Alcott
- 1998: Recoil – Tödliche Vergeltung als Det. Ray Morgan
- 1999: Cold Harvest – Der Countdown läuft als Roland/Oliver
- 2000: Epicenter als Nick Constantine
- 2000: Queens Messenger – Nur der Tod ist sein Begleiter als Captain Anthony Strong
- 2001: City of Fear – Stadt in Angst als Steve Roberts

Matt Dillon
- 1995: Frankie Starlight als Terry Klout
- 1995: To Die For als Larry Maretto
- 1998: Verrückt nach Mary als Pat Healy
- 2002: Deuces Wild – Wild in den Straßen als Fritzy
- 2004: You’re Fired! als David Walsh
- 2008: Nichts als die Wahrheit als Patton Dubois
- 2013: The Art of the Steal – Der Kunstraub als Nicky Calhoun
- 2013: Gangster Chronicles als Richard
- 2014: Bad Country als Jesse Weiland
- 2015–2016: Wayward Pines als Ethan Burke
- 2020: Capone als Johnny

Robert Downey Jr.
- 1990: Air America als Billy Covington
- 1995: Familienfeste und andere Schwierigkeiten als Tommy Larson
- 1995: Restoration – Zeit der Sinnlichkeit als Robert Merivel
- 1996: Danger Zone – Zone des Todes als Jim Scott
- 1998: Auf der Jagd als Special Agent John Royce
- 2003: Gothika als Dr. Pete Graham
- 2005: Kiss Kiss, Bang Bang als Harry Lockhart
- 2006: Fell – Ein imaginäres Portrait von Diane Arbus als Lionel Sweeney
- 2006: A Scanner Darkly – Der dunkle Schirm als James Barris
- 2007: Charlie Bartlett als Direktor Gardner
- 2007: Zodiac – Die Spur des Killers als Paul Avery
- 2008: Tropic Thunder als Kirk Lazarus
- 2009: Sherlock Holmes als Sherlock Holmes
- 2010: Stichtag als Peter Highman
- 2011: Sherlock Holmes – Spiel im Schatten als Sherlock Holmes
- 2014: Der Richter – Recht oder Ehre als Hank Palmer

Jamie Foxx
- 2004: Collateral als Max
- 2004: Ray als Ray Charles
- 2005: Stealth – Unter dem Radar als Lt. Henry Purcell
- 2006: Dreamgirls als Curtis Taylor, Jr.
- 2006: Miami Vice als Detective Ricardo „Rico“ Tubbs
- 2007: Operation: Kingdom als Ronald Fluery
- 2008: Der Solist als Nathaniel Ayers
- 2009: Gesetz der Rache als Nick Rice
- 2012: Django Unchained als Django
- 2013: White House Down als Präsident James Sawyer
- 2014: Annie als Will Stacks (Sprache)
- 2014: The Amazing Spider-Man 2: Rise of Electro als Max Dillon/Electro
- 2017: Baby Driver als Bats
- 2020: Just Mercy als Walter McMillian
- 2020: Soul als Joe Gardener
- 2021: Spider-Man: No Way Home als Max Dillon/Electro

Dermot Mulroney
- 2006: Griffin & Phoenix als Griffin
- 2010: Run for Her Life als Paul Stanton
- 2011: Beyond – Die rätselhafte Entführung der Amy Noble als Chief Jack Musker
- 2011: Tage der Unschuld als Tony Lord
- 2013: Jobs als Mike Markkula
- 2013: The Rambler – Abgründe in die Dunkelheit als The Rambler (Synchro 2015)
- 2014: Crisis (Fernsehserie) als Francis Gibson
- 2015: Insidious: Chapter 3 – Jede Geschichte hat einen Anfang als Sean Brenner
- 2015: Northpole: Weihnachten steht vor der Tür als Ian Hanover
- 2019: Prodigal Son als Nicholas Endicott (Fernsehserie, 3 Folgen)
- 2019: The Courier – Tödlicher Auftrag als Special Agent Roberts
- 2019–2021: Hanna als John Carmichael
- 2022: Umma als Danny
- 2023: Scream VI als Det. Wayne Bailey

Mekhi Phifer
- 2002: 8 Mile als David Porter
- 2003: Honey als Chaz
- 2004: Dawn of the Dead als Andre
- 2011: Flypaper – Wer überfällt hier wen? als Darrien
- 2014: Die Bestimmung – Divergent als Max
- 2015: Die Bestimmung – Insurgent als Max

Billy Zane
- 1996: Kopf über Wasser als Kent
- 2001: Invincible – Die Liga der Unbesiegbaren als Os
- 2006: Memory – Wenn Gedanken töten als Dr. Taylor Briggs
- 2006: Tal der Wölfe als Sam William Marshall
- 2007: The Mad als Jason Hunt
- 2009: Darfur als Bob Jones
- 2010: Magic Man als Darius
- 2012: Barabbas als Barabbas

John Cusack
- 1989: Die Schattenmacher als Michael Merriman
- 1991: Preis der Macht als Peter Burton
- 1992: Asphalt–Propheten als Casper
- 1999: Reiter auf verbrannter Erde als Myrl Redding

Tim Robbins
- 1989: Erik der Wikinger als Erik der Rote
- 1990: Jacob’s Ladder – In der Gewalt des Jenseits als Jacob Singer

Brian Bloom
- 1994: Bandit – Ein ausgekochtes Schlitzohr gibt Gas als Bandit
- 1994: Bandit – Ein ausgekochtes Schlitzohr und eine kühle Blonde als Bandit

Jet Li
- 1995: High Risk als Kit Li
- 1996: Die Schrift des Todes als Dr. Wai

Benicio del Toro
- 1997: Ärger im Gepäck als Vincent Roche
- 2001: Snatch – Schweine und Diamanten als Franky Four Fingers

Morris Chestnut
- 1999: The Best Man – Hochzeit mit Hindernissen als Lance Sullivan
- 2002: Halb Tot als 49er One/Donald Robert Johnson
- 2013: Urlaub mit Hindernissen – The Best Man Holiday als Lance Sullivan

Casper Van Dien
- 1999: Zeitreise in die Katastrophe als Tom Merrick
- 2000: Road Rage als Jim Travis

#### Filme
- 1986: Eric Roberts in Sei stark, Cassie! als Riley
- 1987: Giancarlo Esposito in Sommer unserer Träume als Howie
- 1989: Christian Slater in Tödliches Risiko als Brian Kelly
- 1990: Ben Stiller in Stella als Jim Uptegrove
- 1991: Terrence Carson in Der Reporter mit der großen Klappe als Dexter Jackson
- 1993: Wesley Snipes in Boiling Point – Die Bombe tickt als Jimmy Mercer
- 1995: Eric Bogosian in Dolores als Peter
- 1997: John Schneider in Ein Duke kommt selten allein – Familientreffen der Chaoten als Bo Duke
- 1998: Gregor Truter in Shakespeare in Love als James Hemmings
- 1999: Johnathon Schaech in The Last Witness – Nur tote Zeugen schweigen als David J. McMillan
- 1999: Javier Bardem in Die Last mit der Lust als Javier Orilla
- 1999: Michael Beach in Tödliche Freundschaft als Michael Hubbs
- 1999: Ice-T in Shot Down als C–Note
- 1994: Gil Bellows in Die Verurteilten als Tommy
- 2000: Gil Bellows in Beautiful Joe als Elton
- 2000: Vin Diesel in Risiko – Der schnellste Weg zum Reichtum als Chris Varick
- 2000: Ja Rule in Ghetto Superstar als David „Gage“ Williams
- 2000: Javier Bardem in Bevor es Nacht wird als Reinaldo Arenas
- 2000: Dean Cain in Militia als Ethan Carter
- 2000: Justin Theroux in American Psycho als Timothy Bryce
- 2001: Stephen Baldwin in Protection – Hetzjagd durch die Nacht als Sal
- 2001: Benjamin Bratt in After the Storm als Arno
- 2001: Ice-T in Deadly Blaze – Heißer als die Hölle als Albert Denning
- 2002: John Corbett in My Big Fat Greek Wedding – Hochzeit auf griechisch als Ian Miller
- 2002: D.B. Sweeney in Superfire – Inferno in Oregon als James Merrick
- 2003: Vin Diesel in Extreme Rage als Sean Vetter
- 2003: Stephen Baldwin in Jagd auf den verlorenen Schatz als Bryan McBride
- 2003: Stephen Baldwin in Warnings – Die Zeichen sind da als Cousin Joe Vossimer
- 2003: Richard T. Jones in Das Wunder der Lions als Lamont Carr
- 2003: Randall Batinkoff in Detonator – Spiel gegen die Zeit als Beau Stoddard
- 2003: Dean Cain in Dragon Fighter als Capt. David Carver
- 2005: André Benjamin in Revolver als Avi
- 2005: Mike Epps in Honeymooners als Ed Norton
- 2005: Roschdy Zem in Geh und lebe als Yoram
- 2006: Chiwetel Ejiofor in Tsunami – Die Killerwelle als Ian Carter
- 2007: Gary Dourdan in Black August als George Jackson
- 2007: Chiwetel Ejiofor in Talk to Me als Dewey Hughes
- 2007: Timothy Hutton in Desires of a Woman – Menschen am Abgrund als Gary Fields
- 2008: Ben Browder in Stargate: Continuum als Colonel Cameron Mitchell/Captain der Achilles
- 2008: Ben Browder in Stargate: The Ark of Truth – Die Quelle der Wahrheit als Lt. Col. Cameron Mitchell
- 2009: John Corbett in Mein fast perfekter Valentinstag als Greg Gatlin
- 2009: Timothy Hutton in Serious Moonlight als Ian
- 2011: Gary Dourdan in Fire! als Phil May
- 2011: Jeffrey Dean Morgan in Texas Killing Fields – Schreiendes Land als Brian Heigh
- 2015: Chiwetel Ejiofor in Z for Zachariah – Das letzte Kapitel der Menschheit als John Loomis
- 2018: Steve Bacic in Schicksalhafte Weihnachten als Jack
- 2019: Bobby Cannavale in The Irishman als Felix „Skinny Razor“ DiTullio
- 2022: Billy Dee Williams in LEGO Star Wars Sommerurlaub als Lando Calrissian
- 2024: John Salley in Bad Boys: Ride or Die als Fletcher
- 2024: Bobby Cannavale in MaXXXine als Detective Torres

#### Serien
- 1987–1994: LeVar Burton in Raumschiff Enterprise – Das nächste Jahrhundert als Geordi La Forge
- 1988–1990: Jimmy Smits in L.A. Law – Staranwälte, Tricks, Prozesse als Victor Sifuentes
- 1994–1998, 2005: Jimmy Smits in New York Cops – NYPD Blue als Det. Bobby Simone
- 1996–2004: Tetsuya Iwanaga in Yu-Gi-Oh als Marik Ishtar
- 2001–2003: D. L. Hughley in Allein unter Nachbarn als Darryl Hughley
- 2001–2007: Victor Williams in King of Queens als Deacon Palmer
- 2001–2007: Steve Bacic in Andromeda als Telemachus Rhade
- 2002: Gary Dourdan in CSI Den Tätern auf der Spur als Warrick Brown
- 2003: Michael Beach in Third Watch – Einsatz am Limit als Monte Parker
- 2004–2007: Peter Krause in Six Feet Under – Gestorben wird immer als Nate Fisher
- 2005–2006, 2009–2010: Harold Perrineau in Lost als Michael Dawson
- 2006: Harry Lennix in Welcome, Mrs. President als Jim Gardner
- 2006–2007, 2009: Jeffrey Dean Morgan in Grey’s Anatomy als Denny Duquette
- 2007: Mykelti Williamson in Boomtown als Det. Bobby „Fearless“ Smith
- 2008: Peter Krause in Das verschwundene Zimmer als Joe Miller
- 2008–2014: Michael Beach in Sons of Anarchy als T.O. Cross
- 2010–2011: Jimmy Smits in The West Wing – Im Zentrum der Macht als Matthew Santos
- 2010–2014: Timothy Hutton in Leverage als Nathan Ford
- 2012–2013: Jeffrey Dean Morgan in Magic City als Ike Evans
- 2012–2015: Peter Krause in Parenthood als Adam Braverman
- 2013–2015: LeVar Burton in Perception als Paul Haley
- 2014: Harold Perrineau in Oz – Hölle hinter Gittern als Augustus Hill
- 2014–2015: Scott Baio in See Dad Run als David Hobbs
- 2014–2018: Blair Underwood & Matt Willig in Marvel’s Agents of S.H.I.E.L.D. als Dr. Andrew Garner/Lash
- 2015: Timothy Hutton in American Crime als Russ Skokie
- 2016–2022: Jeffrey Dean Morgan in The Walking Dead als Negan
- 2017–2021: Skeet Ulrich in Riverdale als F. P. Jones
- seit 2022: Harold Perrineau, Jr. in From als Boyd Stevens
- 2023: LeVar Burton in Star Trek: Picard als Geordi La Forge
- 2023: Jeffrey Dean Morgan in The Walking Dead: Dead City als Negan

### Videospiele
- 2012: Far Cry 3 – als Dennis Rogers
- 2014: Call of Duty: Advanced Warfare – als Cormack
- 2018: Kingdom Come: Deliverance – als Istvan Toth
- 2020: Cyberpunk 2077 – als Kerry Eurodyne
- 2025: Kingdom Come: Deliverance II – als Istvan Toth

### Musikvideos
- Eko Fresh – 1000 Bars (Sprecher)
- Jaysus – Tag des dümmsten Gesichts (Intro/Ansprache)

## Hörbücher/Hörspiele (Auswahl)
- 1991–1995: Bibi und Tina: Holger Martin (Folge 1–25) (Hörspiele)
- 2005/2006: John Sinclair 2000: Der Pfähler, Königin der Wölfe (Folge 35) sowie Der Todesnebel (Folge 36), Europa und Lübbe Audio (Hörspiele)
- 2013/2014: Ivar Leon Menger: Porterville (Folge 4 und 10), Universal Studios, Hörspielstudio Folgenreich[4]
- 2014: Bill Bryson: Sommer 1927, Der Hörverlag, ISBN 978-3-8445-1739-2 (Hörbuch)
- 2017: Mats Olsson: Demut, (gemeinsam mit Hanns Jörg Krumpholz, Hans-Eckart Eckhardt), Der Hörverlag, ISBN 978-3-8445-2562-5 (Hörbuch)
- 2017: Ivar Leon Mengers: Monster 1983 – Staffel 3 als Agent Powers (Audible/Lübbe Audio-Hörspiel)
- 2019: John Marrs: The One – Finde dein perfektes Match (Hörbuch-Download), Random House Audio, ISBN 978-3-8371-4916-6
- seit 2020: Der junge Sherlock Holmes (Hörspielserie, als Sheringford Holmes), Floff Publishing/Audible
- 2021: Martha Wells: Der Netzwerkeffekt (Hörbuch-Download, Killerbot-Reihe 2), Random House Audio/Audible, ISBN 978-3-8371-5411-5
- 2021: Andreas Winkelmann: Der Schlot (Hörbuch-Download), Audio-To-Go/Audible
- 2022: Liv Sievers: Lagerraum 113 (Kriminalroman, Hörbuch-Download), Audio Verlag München, EAN 9783748403241
- 2022: Cassandra Rose Clarke: Im Bann der Schatten (Raumschiff Enterprise – Das nächste Jahrhundert, Hörbuch-Download), Lübbe Audio, ISBN 978-3-7540-0239-1
- 2023: Michelle Raven: Auf lautlosen Schwingen (Audible-Hörbuch, Ghostwalker 3)
- 2024: Martha Wells: Übertragungsfehler (Hörbuch-Download, Killerbot-Reihe 3), Random House Audio, ISBN 978-3-8371-6549-4
- 2025: Martha Wells: Systemkollaps (Hörbuch-Download, Killerbot-Reihe 4), Random House Audio, ISBN 978-3-8371-6871-6